# Lédon (polis)
Ne doit pas être confondu avec Ledum.
Lédon (en grec ancien : Λεδών ou Λέδων) est une polis antique de Phocide en Grèce, située au nord de Tithoréa.

## Histoire
Il s'agit du lieu de naissance de Philomèle, le commandant des Phocidiens lors de la Troisième guerre sacrée. Pendant cette guerre, elle est prise par les forces de Philippe II de Macédoine en 346 av. J.-C. À l'époque de Pausanias (IIe siècle), elle est abandonnée par ses habitants, qui se sont installés sur le Céphise, à une distance de 40 stades de la ville, mais les ruines de celle-ci sont vues par Pausanias.
Son emplacement est possiblement situé près de Modi,, bien que d'autres sites alternatifs soient proposés.